# Anne van Es-van den Hurk
Anne van Es-van den Hurk (Haarsteeg, 7 oktober 1980) is een Nederlandse voormalige atlete, die zich had toegelegd op de middellange afstand en zich daarnaast ook manifesteerde bij het veldlopen. Zij veroverde in totaal vier nationale titels.

## Loopbaan
Van Es-van den Hurk won de Nederlandse veldlooptitel op de korte afstand in 2008, 2009 en 2011 (Tilburg). In 2006 won ze ook de indoortitel op de 800 m.
Ze was lid van de sportclub Prins Hendrik in Vught en werd getraind door Annet Bezemer.
Na het baanseizoen 2012 beëindigde Anne van Es-van den Hurk haar atletiekcarrière. Inmiddels is zij moeder geworden van drie zoons en woonde het gezin van 2013-16 in Vancouver, Canada.

## Nederlandse kampioenschappen
Outdoor
| Onderdeel                 | Jaar             |
| ------------------------- | ---------------- |
| veldlopen (korte afstand) | 2008, 2009, 2011 |

Indoor
| Onderdeel | Jaar |
| --------- | ---- |
| 800 m     | 2006 |

## Persoonlijke records
Outdoor
| Onderdeel | Prestatie | Datum        | Plaats   |
| --------- | --------- | ------------ | -------- |
| 800 m     | 2.04,51   | 1 juli 2006  | Oordegem |
| 1000 m    | 2.45,26   | 5 mei 2012   | Lisse    |
| 1500 m    | 4.14,12   | 13 juni 2009 | Utrecht  |

Indoor
| Onderdeel | Prestatie | Datum            | Plaats    |
| --------- | --------- | ---------------- | --------- |
| 800 m     | 2.07,34   | 17 januari 2009  | Kirchberg |
| 1500 m    | 4.24,80   | 13 februari 2011 | Apeldoorn |

## Palmares

### 800 m
- 2000: 8e NK – 2.16,39
- 2002: 5e NK indoor – 2.11,90
- 2003: 5e NK indoor – 2.11,46
- 2003: 7e NK – 2.10,15
- 2004: 5e NK – 2.09,25
- 2005:  NK indoor – 2.10,55
- 2005:  NK – 2.13,53
- 2006:  NK indoor – 2.08,28
- 2006:  NK – 2.14,73

### 1000 m
- 2012: 6e Ter Specke Bokaal te Lisse - 2.45,26

### 1500 m
- 2005:  NK – 4.25,66
- 2007:  NK indoor – 4.25,43
- 2008:  NK – 4.20,10
- 2009:  NK indoor – 4.35,80
- 2009:  NK – 4.35,80
- 2011:  NK indoor – 4.24,80
- 2011:  NK – 4.41,63
- 2012:  NK indoor – 4.26,12

### veldlopen
- 2006:  NK veldlopen te Norg (korte afstand = 3250 m) – 10.29
- 2007:  NK veldlopen te Wageningen (korte afstand = 2500 m) – 8.53
- 2008:  NK veldlopen te Gilze en Rijen (korte afstand = 2100 m) – 7.37
- 2009:  NK veldlopen te Gilze en Rijen (korte afstand = 2100 m) – 7.26
- 2011:  NK veldlopen te Hellendoorn (korte afstand = 2685 m) - 9.38
- 2011:  NK veldlopen te Tilburg (Warandeloop) (korte afstand = 2500 m) – 7.57[2]